# Turar Ryskułow (polityk)

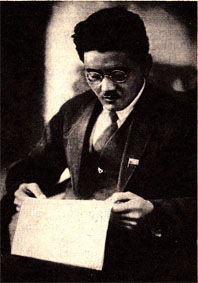

Turar Ryskułow (kaz. Тұрар Рысқұлов, ros. Турар Рыскулов, ur. 26 grudnia 1894 w obwodzie siemirieczeńskim, zm. 10 lutego 1938) – radziecki polityk, przewodniczący Rady Komisarzy Ludowych Turkiestańskiej ASRR (1922–1924).

## Życiorys
Syn kazachskiego koczownika, w latach 1910–1914 uczył się w szkole rolniczej w Biszkeku, a od sierpnia 1916 w Taszkenckim Instytucie Nauczycielskim, w 1916 aresztowany. Od września 1917 członek SDPRR(b), od kwietnia 1918 zastępca przewodniczącego Komitetu Wykonawczego Rady Aulije-Atinskiej (obecnie Aulije-Atinsk nosi nazwę Taraz), od 28 listopada 1918 przewodniczący Nadzwyczajnej Centralnej Komisji do Walki z Głodem Turkiestańskiej Autonomicznej SFR. Od marca 1919 do 18 lipca 1920 przewodniczący Muzułmańskiego Biura KC Komunistycznej Partii (bolszewików) Turkiestanu, między 1919 a 1920 ludowy komisarz ochrony zdrowia Turkiestańskiej ASRR, od stycznia do sierpnia 1920 przewodniczący Centralnego Komitetu Wykonawczego (CIK) Turkiestańskiej Autonomicznej SFR, jednocześnie do 18 lipca 1920 członek Prezydium Krajowego Komitetu KC KP(b)T. Od 24 sierpnia 1920 do 1922 II zastępca ludowego komisarza ds. narodowości RFSRR, od 1920 do grudnia 1921 pełnomocnik Ludowego Komisariatu ds. Narodowości RFSRR w Azerbejdżańskiej SRR, od września 1922 do 1924 członek Środkowoazjatyckiego Biura KC RKP(b), od października 1922 do 1924 przewodniczący Rady Komisarzy Ludowych Turkiestańskiej ASRR.
Od 16 marca 1923 członek KC KP(b)T, od 25 kwietnia 1923 do 23 maja 1924 zastępca członka KC RKP(b), od 15 kwietnia 1924 do 1925 pomocnik kierownika Środkowowschodniego Wydziału Kominternu, od października 1924 do lipca 1925 przedstawiciel Międzynarodówki Komunistycznej w Mongolii. Od 10 kwietnia 1926 kierownik Wydziału Prasy Kazachskiego Komitetu Krajowego WKP(b), od 19 kwietnia 1926 redaktor odpowiedzialny gazety „Jenbekszi Kazak”, od 31 maja 1926 do 1937 zastępca przewodniczącego Rady Komisarzy Ludowych RFSRR. Od 7 stycznia 1927 do 1930 przewodniczący Komitetu Pomocy Jedności Budowie Magistrali Turkiestańsko-Syberyjskiej, między 1930 a 1931 szef Głównego Zarządu Gospodarki Komunalnej przy Radzie Komisarzy Ludowych RFSRR, w latach 1932–1934 przewodniczący Komitetu Przemysłu Chałupniczego i Spółdzielczości Rzemieślniczej przy Naradzie Ekonomicznej RFSRR. 21 maja 1937 aresztowany, następnie rozstrzelany. Pośmiertnie zrehabilitowany.